# Lê Tuấn Anh (diễn viên sinh 1970)
Lê Tuấn Anh (sinh năm 1970) là diễn viên kịch và truyền hình Việt Nam. Ông được biết đến khi tham gia bộ phim Quỳnh búp bê năm 2018 với vai Phú, một tay macô. Ông được phong tặng danh hiệu Nghệ sĩ ưu tú năm 2024.

## Tiểu sử
Lê Tuấn Anh sinh năm 1970 tại Hà Nội, là con trai diễn viên Nghệ sĩ nhân dân Đức Trung và nhà lý luận, phê bình sân khấu Hồng Việt. Từ năm 9 tuổi ông được tham gia các vai nhỏ trong một số phim điện ảnh như Cha và con của đạo diễn Dương Đình Bá và Trở về Sam Sao do Xuân Chân, Dân Thanh đạo diễn.

## Sự nghiệp
Ban đầu, Tuấn Anh không có ý định theo nghề diễn viên như bố nên sau khi tốt nghiệp trung học, ông đã quyết định sang Cộng hòa Czech. Sau 5 năm sinh sống tại đây, ông về nước và kinh doanh một số dịch vụ cho đến khi được nghệ sĩ Chí Trung gợi ý về làm diễn viên của Nhà hát Tuổi trẻ.
Tuấn Anh đã thể hiện thành công một số vai diễn nhu trong vở "Loa phường thời chứng khoán", "Ai là thủ phạm" hay "Nhà ô sin". Năm 2018 khi vở "Nhà ô sin" dự Liên hoan sân khấu toàn quốc anh đã giành được một huy chương vàng cá nhân. Với vai trò đạo diễn, NSND Lê Khanh cũng ưu ái, chỉnh sửa để đẩy vai của Tuấn Anh lên thành vai chính. Trái ngược với người bố, Tuấn Anh thường được giao và nhận các vai phản diện hay kẻ xấu, điều này khiến nghệ sĩ Đức Trung ban đầu không mấy hài lòng. Năm 2017, Tuấn Anh được đạo diễn Mai Hồng Phong vào vai một tên macô trong bộ phim truyền hình Quỳnh búp bê. Với khả năng nhập vai tốt, vai diễn của ông đã để lại ấn tượng với khán giả. Trước Quỳnh búp bê, Tuấn Anh và Mai Hồng Phong từng hợp tác với phần 1 của bộ phim truyền hình Những ngọn nến trong đêm vào năm 2002.
Năm 2023, Lê Tuấn Anh thông báo nghỉ hưu non sau 23 năm công tác tại Nhà hát Tuổi trẻ. Hồ sơ xét duyệt danh hiệu Nghệ sĩ ưu tú của ông được Nhà hát nộp lên Hội đồng từ năm 2021. Năm 2024, trong đợt phong tặng danh hiệu Nghệ sĩ nhân dân và Nghệ sĩ ưu tú lần thứ 10, Lê Tuấn Anh được phong tặng danh hiệu Nghệ sĩ ưu tú, còn bố của ông, diễn viên Đức Trung được phong tặng danh hiệu Nghệ sĩ nhân dân. Họ là cặp cha con duy nhất được phong danh hiệu đợt này.

## Vai diễn

### Điện ảnh
- Cha và con (đạo diễn: Đoàn Dũng)
- Trở về Sam Sao (đạo diễn: Xuân Chân, Dân Thanh)

### Truyền hình
| Năm  | Phim                           | Vai diễn       | Đạo diễn                                         | Số tập   | Chú thích |
| ---- | ------------------------------ | -------------- | ------------------------------------------------ | -------- | --------- |
| 2002 | Những ngọn nến trong đêm       | Tùng           | Mai Hồng Phong, Vũ Hồng Sơn                      | Dài tập  |           |
| 2006 | Vùng cửa sóng                  |                | Nguyễn Huy Hoàng                                 | Ngắn tập |           |
| 2018 | Quỳnh búp bê                   | Phú            | Mai Hồng Phong                                   | Dài tập  |           |
| 2020 | Cảnh sát hình sự: Hồ sơ cá sấu | Long "nhà thổ" | Nguyễn Mai Hiền                                  | Dài tập  |           |
| 2020 | Lựa chọn số phận               | Thắng “bom”    | Mai Hồng Phong                                   | Dài tập  |           |
| 2021 | Phố trong làng                 | Thuận          | Nguyễn Mai Hiền, Trần Trọng Khôi                 | Dài tập  |           |
| 2022 | Đấu trí                        | Trần An Hiếu   | Nguyễn Danh Dũng, Bùi Quốc Việt, Nguyễn Đức Hiếu | Dài tập  |           |
| 2022 | Hành trình công lý             | Lượng          | Nguyễn Mai Hiền                                  | Dài tập  |           |

### Sân khấu
- Loa phường thời chứng khoán - vai Khoèo
- Tin ở hoa hồng - vai ông Đối
- Nước mắt đàn ông

## Giải thưởng
| Năm  | Giải thưởng                                          | Vở diễn        | Kết quả         | Chú thích |
| ---- | ---------------------------------------------------- | -------------- | --------------- | --------- |
| 2015 | Liên hoan sân khấu hình tượng người chiến sĩ công an | Ai là thủ phạm | Huy chương bạc  | [ 1 ]     |
| 2018 | Liên hoan sân khấu toàn quốc                         | Nhà ô sin      | Huy chương vàng | [ 1 ]     |